# Evidence Makgopa
Evidence Makgopa, né le 5 juin 2000 à GaMampa en Afrique du Sud, est un footballeur international sud-africain qui évolue au poste d'avant-centre au Orlando Pirates.

## Biographie

### En club
Né à GaMampa en Afrique du Sud, Evidence Makgopa commence le football à l'âge de 13 ans, étant notamment inspiré par celui qui devient alors son idole : Zlatan Ibrahimović. Il est repéré par le Baroka FC, qu'il rejoint en 2018. En janvier 2020 il est promu en équipe première.
Il joue son premier match professionnel lors d'une rencontre de coupe d'Afrique du Sud face au Hungry Lions F.C. (en) le 23 février 2020. Il est titularisé et marque également son premier but. Les deux équipes se neutralisent (2-2) avant de se départager aux tirs au but. Séance durant laquelle le Baroka FC sort vainqueur. Il joue son premier match de première division sud-africaine face au Bloemfontein Celtic le 1er mars 2020. Il est titularisé et son équipe s'incline par deux buts à un. Lors de la journée suivante, le 7 mars 2020, Makgopa se fait remarquer face aux Black Leopards FC en réalisant le premier doublé de sa carrière. Ces deux buts permettent à son équipe de s'imposer (2-0 score final),.
Le 20 juin 2022, Evidence Makgopa rejoint l'un des clubs les plus importants du pays, le Orlando Pirates. Ses débuts avec sa nouvelle équipe sont toutefois retardés en raison d'une blessure à la cheville qui le tient éloigné des terrains pendant plusieurs mois.
Makgopa marque son premier but pour le club le 29 septembre 2023, lors d'une rencontre de Ligue des champions de la CAF 2023-2024 face au Jwaneng Galaxy. Son but ne suffit pas à prendre l'avantage, son équipe étant éliminée après une séance de tirs au but.

### En sélection
Evidence Makgopa honore sa première sélection avec l'équipe nationale d'Afrique du Sud le 10 juin 2021, lors d'un match amical contre l'Ouganda. Il entre en jeu à la place de Nkosinathi Sibisi (en) et se fait remarquer en marquant ses deux premiers buts en sélection, permettant à son équipe de s'imposer (3-2 score final). En décembre 2023, il est retenu dans la liste des vingt-sept joueurs sud-africains sélectionnés par Hugo Broos pour disputer la Coupe d'Afrique des nations 2023 .